# ت ع م−07:00
التوقيت العالمي المنسق -07:00 أو ت ع م-07:00 {بالإنجليزية:UTC-07:00} هو مقابلة الوقت المحلي للتوقيت العالمي المنسق، حيث ينقص فيه التوقيت المحلي عن التوقيت العالمي بقدار 7 ساعة (-7).